# Bulbostylis tenerrima
Bulbostylis tenerrima är en halvgräsart som först beskrevs av Fisch., Carl Anton von Meyer och Carl Friedrich von Ledebour, och fick sitt nu gällande namn av Eduard Palla. Bulbostylis tenerrima ingår i släktet Bulbostylis och familjen halvgräs. Inga underarter finns listade i Catalogue of Life.